# 阳镇
阳镇，清朝政治人物。
阳镇曾于1884年接替陆冠瀛任娄县知县一职，1885年由张绍文接任。